# Chrysopilus kurentzovi
Chrysopilus kurentzovi är en tvåvingeart som beskrevs av Nina Krivosheina och Vasily S. Sidorenko 2007. Chrysopilus kurentzovi ingår i släktet Chrysopilus och familjen snäppflugor. Inga underarter finns listade i Catalogue of Life.